# نیلوفر لاری‌پور
نیلوفر لاری‌پور (زادهٔ ۲۷ مرداد ۱۳۴۹) شاعر، ترانه‌سرا و روزنامه‌نگار آزاد ایرانی است. ترانه‌های پر پرواز و شب برهنه از سروده‌های اوست. او در نشریهٔ چلچراغ مطلب می‌نویسد.

## زندگی
نیلوفر لاری پور در ۲۷ مرداد ۱۳۴۹ به دنیا آمد. او که لیسانس ادبیات دارد ترانه‌سرایی را از سال ۱۳۷۱ با اولین ترانه‌اش به نام «بهار لبخند» آغاز کرد. او با همکاری افشین سیاه‌پوش و سعید امیراصلانی و یغما گلرویی، خانه ترانه ایران را راه‌اندازی کرد.
او همچنین در سال ۱۳۹۷ به عنوان بازیگر در نمایش «مرگ فیدل» به نویسندگی و کارگردانی «آرش سنجابی» بازی در تئاتر را تجربه کرد. در سال ۱۳۹۸، انصراف او از بازی در نمایش «مدرسه پینوکیو»، حاشیه‌ساز بود. دو تئاتر «سرخ سوزان» (۱۳۷۴) و «به وقت پازولینی» (۱۳۹۸) دیگر نمایش‌هایی بوده که وی به عنوان بازیگر در آنها نقش داشته است.
او در برنامه اینترنتی آبان که با محوریت بانوان است به عنوان مجری و نویسنده فعالیت داشت و در فصل دوم این برنامه، نقش سردبیر را ایفا کرد. او سرپرست نویسندگان برنامه رادیو هفت بوده است.

### بازداشت در سال ۱۳۸۸
لاری‌پور روز دوشنبه ۱۲ بهمن ۱۳۸۸ ساعت ۶:۳۰ از طرف وزارت اطلاعات ایران احضار و سپس بازداشت شد. پس از یک ماه به‌صورت موقت با قرار کفالت از زندان آزاد و در دادگاهی که در اردیبهشت سال ۸۹ به قضاوت قاضی مقیسه برگزار شد، به تحمل دو سال حبس که سپس به پرداخت جریمهٔ نقدی تبدیل شد، محکوم شد.

## آثار

### کتاب‌ها
از کارهای او می‌توان به کتاب‌های خواب دم صبح و امروز چندشنبه است؟ دو اثر مشهور اوست که در زمینه ترانه است. دیگر کتاب‌های او عبارتند از: «خاکستری تر از همیشه»، «هزار و یک شب من»، «آلزایمر»، «زیبای اساطیری»، «بی من فروغ نخوان»، «اگر تا هفت بشماری»، «چل بسم الله»، «عسل و فروردین»، «عشق کوچک من» و «من یهودا نبودم».

### ترانه‌ها
ترانه‌های پر پرواز و شب برهنه از مشهورترین ترانه‌های اوست. او از سال ۱۳۸۵ فعالیت‌های ترانه‌سرایی خود را محدود کرد ولی از سال ۱۳۹۲ خبر بازگشت به این فعالیت را داد. نام نیلوفر لاری‌پور در کارهای بسیاری از خوانندگان مطرح ایران همچون ناصر عبداللهی، شادمهر عقیلی، سعید مدرس، علی لهراسبی، مجید اخشابی، مسعود خادم، سعید شهروز، حمید خندان و… به عنوان ترانه‌سرا دیده می‌شود. وی همچنین برای آثار تلویزیونی نیز ترانه نوشته است، از جمله فیلم تلویزیونی کودک و نوجوان ماهرخ محصول شبکه دوم سیما.
| نام خواننده   | نام ترانه         | ترانه‌سرا                  | آهنگساز          | تنظیم                  |
| ------------- | ----------------- | ------------------------- | ---------------- | ---------------------- |
| شادمهر عقیلی  | دل دیوونه         | نیلوفر لاری‌پور            | آهنگ خارجی       | شادمهر عقیلی           |
| شادمهر عقیلی  | آغوش              | نیلوفر لاری‌پور/شاهد سالمی | شادمهر عقیلی     | شادمهر عقیلی           |
| شادمهر عقیلی  | تن تو             | نیلوفر لاری‌پور            | شادمهر عقیلی     | شادمهر عقیلی           |
| شادمهر عقیلی  | قبیله             | نیلوفر لاری‌پور            | شادمهر عقیلی     | شادمهر عقیلی           |
| شادمهر عقیلی  | قفس               | نیلوفر لاری‌پور            | شادمهر عقیلی     | شادمهر عقیلی           |
| شادمهر عقیلی  | عطر شبنم          | نیلوفر لاری‌پور            | شادمهر عقیلی     | شادمهر عقیلی           |
| شادمهر عقیلی  | تو بینهایت شب     | نیلوفر لاری‌پور            | شادمهر عقیلی     | شادمهر عقیلی           |
| شادمهر عقیلی  | آدم‌فروش           | نیلوفر لاری‌پور و دیگران   | شادمهر عقیلی     | شادمهر عقیلی           |
| شادمهر عقیلی  | آسمونی            | نیلوفر لاری‌پور            | شادمهر عقیلی     | شادمهر عقیلی           |
| شادمهر عقیلی  | نگاه پنجره        | نیلوفر لاری‌پور            | شادمهر عقیلی     | شادمهر عقیلی           |
| شادمهر عقیلی  | غریبه             | نیلوفر لاری‌پور            | شادمهر عقیلی     | شادمهر عقیلی           |
| شادمهر عقیلی  | مسافر             | نیلوفر لاری‌پور            | شادمهر عقیلی     | شادمهر عقیلی           |
| شادمهر عقیلی  | روح سبز           | نیلوفر لاری‌پور            | شادمهر عقیلی     | بهروز صفاریان          |
| شادمهر عقیلی  | هزار و یک شب      | نیلوفر لاری‌پور            | شادمهر عقیلی     | شادمهر عقیلی           |
| شادمهر عقیلی  | مشق سکوت          | نیلوفر لاری‌پور            | بهروز صفاریان    | بهروز صفاریان - شادمهر |
| شادمهر عقیلی  | آتیش بازی         | نیلوفر لاری‌پور            | محمدرضا چراغعلی  | محمدرضا چراغعلی        |
| شادمهر عقیلی  | علامت سؤال        | نیلوفر لاری‌پور            | شادمهر عقیلی     | شادمهر عقیلی           |
| شادمهر عقیلی  | شب برهنه          | نیلوفر لاری‌پور            | شادمهر عقیلی     | شادمهر عقیلی           |
| شادمهر عقیلی  | پر پرواز          | نیلوفر لاری‌پور            | محمدرضا چراغعلی  | محمدرضا چراغعلی        |
| شادمهر عقیلی  | فال قهوه          | نیلوفر لاری‌پور            | شادمهر عقیلی     | شادمهر عقیلی           |
| محسن نامجو    | ترش و شیرین       | نیلوفر لاری‌پور            | حمیدرضا صدری     | حمیدرضا صدری           |
| علی لهراسبی   | ترانه ساز         | نیلوفر لاری‌پور            | محمدرضا چراغعلی  | محمدرضا چراغعلی        |
| علی لهراسبی   | آینه              | نیلوفر لاری‌پور            | ملودی محمودی     | عباس لطیفی             |
| علی لهراسبی   | مرثیه             | نیلوفر لاری‌پور            | ملودی محمودی     | امیر علیزاده           |
| سعید مدرس     | بارون یک‌ریز       | نیلوفر لاری‌پور            | سعید مدرس        | سعید مدرس              |
| سعید مدرس     | روح بهار          | نیلوفر لاری‌پور            | سعید مدرس        | سعید مدرس              |
| ناصر عبداللهی | راز               | نیلوفر لاری‌پور            | مهرداد نصرتی     | مهرداد نصرتی           |
| سعید شهروز    | آخر خط            | نیلوفر لاری‌پور            | امیرعباس حسن‌زاده | بهنام ابطحی            |
| حمید غلامعلی  | پرواز             | نیلوفر لاری‌پور            | حمید غلامعلی     | حمید غلامعلی           |
| بیژن خاوری    | بهار لبخند        | نیلوفر لاری‌پور            | فرید شبخیز       |                        |
| حمید خندان    | چراغ‌های خاموش     | نیلوفر لاری‌پور            | ناصر چشم‌آذر      | ناصر چشم‌آذر            |
| محسن یگانه    | گل آفتاب (آسمونی) | نیلوفر لاری‌پور            | شادمهر عقیلی     |                        |